# Pozo Guadalupe
Pozo Guadalupe är en ort i Mexiko, tillhörande kommunen Texcoco i delstaten Mexiko. Pozo Guadalupe ligger i den centrala delen av landet och tillhör Mexico Citys storstadsområde. Orten hade 191 invånare vid folkräkningen 2010.